# 梁家騮
梁家騮（英語：Leung Ka-lau，1962年—），廣東肇慶人，於英屬香港成長，前香港立法會功能界別議員（醫學界），他是首名從香港公立醫院醫生出身的立法會議員。2010年開始私人執業，其間至2022年3月於醫管局新界東聯網外科兼職顧問醫生。

## 簡介
梁早年就讀皇仁書院，1986年畢業於香港中文大學醫學院，成為首屆畢業生。87年開始在威爾斯醫院外科部工作，並接受外科專科培訓，於90年考取「英國愛丁堡皇家外科醫學院院士」FRCSEd，並於93年獲頒「香港外科醫學院院士」FCSHK及「香港醫學專科學院院士(外科)」FHKAM(Surgery)。於2005年以 "Laparoscopic Assisted Resection of Recto-sigmoid Carcinoma – Is It Justified （页面存档备份，存于）”為題撰寫論文，獲中文大學頒授「醫學博士」。
他曾自費跟醫院管理局打官司，成功為公共醫生爭取假日工作補償，為年輕醫生爭取改善待遇。
在2008年香港立法會選舉擊敗角逐連任、泛民主派的郭家麒，當選立法會議員。
2012年香港立法會選舉成功連任，是香港回歸後首位成功連任的醫學界立法會議員。
2011年9月，和任職公關顧問的關天燕（Cannas）結婚。

## 著作
《腹膜癌病：根治的可行性》 (2019年)簡介：「腹膜癌病」(peritoneal carcinomatosis、「腹膜癌」、「腹膜轉移」、「腹膜擴散」等名稱，都是用以標誌癌症在「腹膜」出現的情況，最常源自大腸癌、胃癌、卵巢癌或闌尾癌。以往腹膜癌症被認為是不能根治，但近年臨床研究證實，在其他國家發展逾30年的「細胞減滅手術」結合「腹腔化療」，可根治部分「腹膜癌病」。本書作者從實證醫學的角度，簡略地講解癌症，以及「細胞減滅手術」結合「腹腔化療」的原理和應用。
另有約70篇文章刊於 Lancet、Annals of Surgery、BJS、Surgical Endoscopy等醫學期刊，內容包括以『腹腔鏡』進行大腸、膽囊、肝臟，胰臟、脾臟、腎上腺、胃及十二指腸等手術。

## 政治立場
梁家騮在2015年投票反對政改方案前，一直被歸類為建制派一員。因他並非泛民主派成員，故過去習慣上他仍被視為建制派的一員。
雖然未就其對普選的立場作出明確表態，但是梁家騮亦於2012年香港立法會選舉的商業電台選舉論壇中表示有五成以上醫學界選民支持取消功能界別，並且表示取消程序應為一次過取消，即是不應只取消部分功能界別，個人亦贊成。
梁家騮在2008年12月17日動議回購領匯股份議案，但結果被否決。
六四事件立場方面，他於2009年5月27日，泛民主派提出平反六四動議，梁支持李卓人首先提出的動議，但於泛民其他人提出修正案的時候則離場。2010和2013年，他繼續投票支持平反六四。
2010年1月16日，在669億元廣深港高速鐵路撥款爭議中，梁在沒有了解業界意見的情況下，支持高鐵工程，令部分醫學界選民對其十分不滿和失望。其後梁在其個人網頁上貼出一份《明報》報導，標題為「騮哥為高鐵投票做poll」，聲稱有為高鐵撥款爭議進行過民意調查了解民意。然而其民調只是一個在撥款通過前一天才開始的網上投票，而且梁未有正式公佈或通知過醫學界選民有此民調。最終梁根據該進行了一天之民調結果，對高鐵撥款議案投下支持一票。
2010年6月23日，在表決2012年香港政治制度改革方案當中，他投下贊成票。
2013年11月，表決引用立法會權力及特權條例調查香港免費電視發牌事件議案，他投下贊成票。
2014年，雨傘革命期間，他並無參與其他41名建制派議員反對佔領行動及支持香港警察的聯署。

## 投票否決政改方案
2015年6月18日，立法會表決2017年行政長官產生辦法的政改方案，他稱跟隨業界意願，投下反對票，包括26名泛民主派議員，連同本土派的黃毓民及他自己，政改方案最終被否決。其後他接受訪問時，表明從未自視為建制派，認為自己立場中立、獨立，不會分門分派。他說不論泛民、建制，如果邀請他討論政事，他向來也會出席。

## 就《2016年醫生註冊(修訂)條例草案》進行拉布抗爭
2016年6月及7月，因為醫學界就《2016年醫生註冊(修訂)條例草案》有爭議，醫學界強烈反對增加業外成員加入醫務委員會，因為這會導致政府加強操控醫委會，並且不會加快個案進度。所以梁家騮代表業界利益，就此條例草案進行拉布抗爭。當中6月29日的會議更因為梁家騮多次提出點算法定人數而流會收場。其後，梁家騮先後提出中止待續、交予專責委員會和休會辯論，結果在7月15日（第五屆立法會最後一天）均未能就條例三讀表決，在休會辯論階段中止會議。

## 立法會表現
由2008年10月15日起，截至2009年7月9日為止，立法會一共舉行了39次周三例會。梁家騮缺席了5次，不投票率為51.5%，排名僅次於李國寶和謝偉俊。不投票率即議員無缺席會議，但投票時不在場的次數。梁發言次數為10次，提出質詢次數為3次。以30位功能界別議員平均來計算，發言和提出質詢次數分別為21.1和8.3次。
2009年7月10日，《東方日報》引述了梁家騮對以上統計數字之回應。梁議員說，他仍要半職工作，每周在醫院上班兩天，因此，當某些委員會要在他的上班日開會，若議程重要，他會請假出席，若議程不重要，他就不會出席了。遇上大會投票，他也是看議題的性質，若對他的界別不重要，他會寧願留在議員辦公室處理其他事務，看電視直播，而不介意在他的投票紀錄上出現「不在現場」的紀錄。

## 外部連結
- 梁家騮醫生診所資料及相片 （页面存档备份，存于）
- 梁家騮議員網站 （页面存档备份，存于）
- 梁家騮醫生網站 （页面存档备份，存于）